# المنصور ناصر الدين محمد
الملك المنصور ناصر الدين محمد واسمه كاملًا المنصور ناصر الدين محمد بن العزيز بن صلاح الدين الأيوبي تولى حكم مصر من 595 هـ/1198م إلى 596 هـ/1200م، وهو ثالث سلاطين الدولة الأيوبية، كان عمره تسع سنوات. وتولى المسؤولية عنه الأتابك بهاء الدين قراقوش ولكن عمه الملك الأفضل علي بن صلاح الدين الأيوبي أخذ منه جميع السلطات ثم أنهزم أمام العادل القادم من دمشق.

## كلام المقرزي عن السلطان
قال المقريزي المواعظ والاعتبار في ذكر الخطب والآثار الجزء الثالث (139 من 167): " السلطان الملك المنصور ناصر الدين محمد: وعمره تسع سنين وأشهر بعهد من أبيه وقام بأمور الدولة بهاء الدين قراقوش الأسدي الأتابك فاختلف عليه أمراء الدولة وكاتبوا الملك الأفضل علي بن صلاح الدين فقدم من صرخد في خامس ربيع الأول فاستولى على الأمور ولم يبق للمنصور معه سوى الاسم ثم سار به من القاهرة في ثالث رجب يريد أخذ دمشق من عمه العادل بعدما قبض على عدة من الأمراء وقد توجه العادل إلى ماردين فحصر الأفضل دمشق وقد بلغ العادل خبره فعاد وسار يريده حتى دخل دمشق فجرت حروب كثيرة آلت إلى عود الأفضل إلى مصر بمكيدة دبرها عليه العادل وخرج العادل في أثره وواقعه على بلبيس فكسره في سادس ربيع الآخر سنة ست وتسعين التجأ إلى القاهرة وطلب الصلح فعوضه العادل صرخد ودخل إلى القاهرة في يوم السبت ثامن عشره وأقام بأتابكية المنصور ثم خلعه في يوم الجمعة حادي عشر شوال وكانت سلطنته سنة وثمانية أشهر وعشرين يومًا واستبد بالسلطنة بعده عم أبيه.
سلطنة الملك المنصور محمد على مصر اختلف المؤرخون فيمن ولي ملك مصر بعد موت الملك العزيز عثمان ابن السلطان صلاح الدين يوسف بن أيوب.
فمن الناس من قال: أخوه الأفضل نور الدين علي بن صلاح الدين يوسف بن أيوب ومنهم من قال: ولده الملك المنصور محمد هذا.
والصواب المقالة الثانية فإنه كان ولاه والده العزيز من بعده وإليه أوصى العزيز بالملك وأيضًا مما يقوي المقالة الثانية أن المنصور كان تحت كنف والده العزيز بمصر وكان الأفضل بصرخد ولم يحضر إلى مصر حتى تم أمر المنصور وتسلطن بعد موت أبيه.